# 過海隧道巴士106線
過海隧道巴士106線是香港的一條過海隧道巴士路線，由九巴和城巴聯合經營，來往黃大仙及小西灣（藍灣半島），途經新蒲崗、九龍城、馬頭圍、土瓜灣、紅磡、銅鑼灣、天后、炮台山、北角、鰂魚涌、康山、西灣河、筲箕灣及柴灣。
過海隧道巴士106A線是106線的短途版本，由黃大仙開往太古（康怡廣場），經東區走廊，不停銅鑼灣，只於平日上午繁忙時間服務，表面上由九巴和城巴聯合經營，但因服務時間是城巴經營時段，所以實際由城巴獨營。
過海隧道巴士106P線為106線的特快版本，來往小西灣（藍灣半島）和黃大仙，來回經東區走廊，上午往黃大仙方向不經康山至銅鑼灣，下午往黃大仙方向不經北角西至銅鑼灣，往小西灣方向不經銅鑼灣至北角西，由九龍巴士及城巴聯營，往九龍只於平日上、下午繁忙時間服務，往港島只於平日下午繁忙時間服務。

## 歷史
- 1975年11月23日：106線開辦，成為柴灣首條專營過海巴士路線，由九巴和中巴合營。來往竹園及柴灣（安業街）。
- 1985年5月31日：竹園總站改稱黃大仙。
- 1989年2月23日：黃大仙總站遷往位於黃大仙中心的新總站。
- 1990年2月1日：總站由安業街遷往柴灣（常安街）。
- 1992年6月22日：九巴加派空調巴士行走，並設分段收費，分別由北角至黃大仙和九龍城木廠街至柴灣。
- 1995年11月13日：總站由常安街遷至小西灣邨巴士總站。
- 1998年9月1日：中巴巴士路線專營權到期，由新巴接管營運。新巴逐步提早首班車時間及加密班次。
- 2001年7月22日：總站遷入小西灣（藍灣半島）公共運輸交匯處。
- 2006年8月21日：增設特快班次106P，由藍灣半島單向往黃大仙，路線在筲箕灣道轉入太康街，取道西灣河至維園一段東區走廊，祇於星期一至五早上行走。
- 2007年2月26日：106P路線增設07:55班次[1]。
- 2008年6月8日：路線全程收費提高至$9.8，首段收費$9.3，過海後收費$5.7。
- 2011年10月17日：本線增設07:00班次及回程服務，由黃大仙開往太古（康怡廣場），開出時間為07:40、07:55[2]。
- 2012年3月19日：106P線加強服務，往黃大仙方向增設07:25及下午繁忙時間班次（18:15），往太古（康怡廣場）方向則增設07:23班次[3][4]。
- 2012年12月31日：新巴加強106P線服務，往黃大仙方向增設06:45及18:00班次，往太古（康怡廣場）方向則改為於07:25至07:55每10分鐘開出一班[5]。
- 2014年1月20日：早上由黃大仙開往太古（康怡廣場）的班次，將獲獨立編號106A，服務時間不變（即星期一至五0725、0735、0745、0755四班）。同日起，106P線增設下午由黃大仙開往小西灣（藍灣半島）的特快服務，過紅磡海隧後經歌頓道、電氣道、渣華道及東區走廊，駛入柴灣道（經柴灣斜）原有路線，開車時間為星期一至五17:15及17:35。
- 2016年5月23日：106及106P九巴班次增設到站時間預報。
- 2018年9月10日：新巴班次增設實時抵站時間查詢服務。
- 2019年7月29日：106P線全部班次往小西灣方向，過維園道後，改經東區走廊、渣華道、英皇道、康山道、筲箕灣道、柴灣道後返回原有路線；下午班次往黃大仙方向，過筲箕灣道後，改經康山道、英皇道，東區走廊後返回原線。[6]
- 2019年8月3日：隨著彩虹道遊樂場附近道路工程完成，該路線往太子道東方向恢復停「彩虹道遊樂場」站，不停「衍慶街」站。[7]
- 2022年6月6日：106線短程班次取消。
- 2023年7月1日：因應新巴城巴合併，本線改由九巴及城巴聯合經營。

## 服務時間及班次
106
| 黃大仙開         | 黃大仙開    | 黃大仙開     | 小西灣（藍灣半島）開 | 小西灣（藍灣半島）開 | 小西灣（藍灣半島）開 |
| 日期             | 服務時間    | 班次（分鐘） | 服務日期             | 服務時間             | 班次（分鐘）         |
| ---------------- | ----------- | ------------ | -------------------- | -------------------- | -------------------- |
| 星期一至五       | 05:40-05:57 | 8/9          | 星期一至五           | 05:35-05:42          | 7                    |
| 星期一至五       | 05:57-06:07 | 5            | 星期一至五           | 05:42-05:50          | 8                    |
| 星期一至五       | 06:07-06:37 | 6            | 星期一至五           | 05:50-06:44          | 9                    |
| 星期一至五       | 06:37-06:53 | 8            | 星期一至五           | 06:44-07:14          | 10                   |
| 星期一至五       | 06:53-07:14 | 7            | 星期一至五           | 07:20-07:47          | 9                    |
| 星期一至五       | 07:20-07:50 | 10           | 星期一至五           | 07:47-08:03          | 8                    |
| 星期一至五       | 07:50-08:15 | 8/9          | 星期一至五           | 08:03-08:39          | 9                    |
| 星期一至五       | 08:15-08:38 | 7/8          | 星期一至五           | 08:51-09:29          | 12/13                |
| 星期一至五       | 08:48-08:58 | 10           | 星期一至五           | 09:29-10:09          | 10                   |
| 星期一至五       | 08:58-09:20 | 10/11        | 星期一至五           | 10:21-10:57          | 12                   |
| 星期一至五       | 09:20-09:29 | 9            | 星期一至五           | 10:57-11:39          | 14                   |
| 星期一至五       | 09:29-10:09 | 10           | 星期一至五           | 11:49-12:49          | 10                   |
| 星期一至五       | 10:19-11:39 | 10           | 星期一至五           | 12:49-13:00          | 11                   |
| 星期一至五       | 11:49-12:49 | 10           | 星期一至五           | 13:10-14:20          | 10                   |
| 星期一至五       | 12:49-13:00 | 11           | 星期一至五           | 14:32-15:08          | 12                   |
| 星期一至五       | 13:10-14:20 | 10           | 星期一至五           | 15:08-15:19          | 11                   |
| 星期一至五       | 14:30-15:00 | 10           | 星期一至五           | 15:19-15:49          | 10                   |
| 星期一至五       | 15:00-15:09 | 9            | 星期一至五           | 15:59-16:49          | 10                   |
| 星期一至五       | 15:09-15:49 | 10           | 星期一至五           | 16:49-17:00          | 11                   |
| 星期一至五       | 15:59-17:19 | 10           | 星期一至五           | 17:00-17:19          | 9/10                 |
| 星期一至五       | 17:25-18:00 | 7            | 星期一至五           | 17:25-18:29          | 8                    |
| 星期一至五       | 18:00-18:13 | 6/7          | 星期一至五           | 18:29-18:49          | 6/7                  |
| 星期一至五       | 18:13-18:21 | 8            | 星期一至五           | 18:59-19:11          | 12                   |
| 星期一至五       | 18:21-18:39 | 9            | 星期一至五           | 19:11-19:31          | 10                   |
| 星期一至五       | 18:39-18:49 | 10           | 星期一至五           | 19:31-20:07          | 9                    |
| 星期一至五       | 19:03-20:24 | 13/14        | 星期一至五           | 20:07-20:24          | 8/9                  |
| 星期一至五       | 20:33-21:24 | 8/9          | 星期一至五           | 20:33-20:42          | 9                    |
| 星期一至五       | 21:24-22:12 | 12           | 星期一至五           | 20:42-22:12          | 10                   |
| 星期一至五       | 22:24-23:12 | 12           | 星期一至五           | 22:23-22:45          | 11                   |
| 星期一至五       | 23:12-00:00 | 16           | 星期一至五           | 22:45-00:00          | 15                   |
| 星期六           | 05:40-06:30 | 12           | 星期六               | 05:35-06:15          | 10                   |
| 星期六           | 06:30-07:14 | 7/8          | 星期六               | 06:15-07:14          | 8/9                  |
| 星期六           | 07:22-07:29 | 7            | 星期六               | 07:14-07:22          | 8                    |
| 星期六           | 07:29-08:12 | 8/9          | 星期六               | 07:30-07:54          | 8                    |
| 星期六           | 08:12-08:39 | 9            | 星期六               | 07:54-08:39          | 9                    |
| 星期六           | 08:45-10:09 | 7/8          | 星期六               | 08:49-10:09          | 8                    |
| 星期六           | 10:19-11:39 | 10           | 星期六               | 10:19-11:39          | 10                   |
| 星期六           | 11:47-13:00 | 8/9          | 星期六               | 11:48-13:00          | 9                    |
| 星期六           | 13:10-14:20 | 10           | 星期六               | 13:10-14:20          | 10                   |
| 星期六           | 14:26-15:49 | 8/9          | 星期六               | 14:29-15:49          | 10                   |
| 星期六           | 15:59-17:19 | 10           | 星期六               | 15:59-17:19          | 10                   |
| 星期六           | 17:27-18:29 | 8/9          | 星期六               | 17:29-18:49          | 10                   |
| 星期六           | 18:56-19:04 | 8            | 星期六               | 18:58-20:24          | 9/10                 |
| 星期六           | 19:04-20:24 | 10           | 星期六               | 20:34-21:54          | 10                   |
| 星期六           | 20:33-21:00 | 9            | 星期六               | 21:54-22:12          | 9                    |
| 星期六           | 21:00-22:12 | 12           | 星期六               | 22:22-23:12          | 10                   |
| 星期六           | 22:25-00:00 | 13/14        | 星期六               | 23:22-00:00          | 12                   |
| 星期日及公眾假期 | 05:40-06:40 | 12           | 星期日及公眾假期     | 05:35-05:55          | 10                   |
| 星期日及公眾假期 | 06:40-07:10 | 10           | 星期日及公眾假期     | 05:55-07:12          | 8/9                  |
| 星期日及公眾假期 | 07:15-07:36 | 7            | 星期日及公眾假期     | 07:22-07:32          | 10                   |
| 星期日及公眾假期 | 07:36-08:32 | 8            | 星期日及公眾假期     | 07:32-08:32          | 12                   |
| 星期日及公眾假期 | 08:40-09:52 | 8/9          | 星期日及公眾假期     | 08:42-09:34          | 6/7                  |
| 星期日及公眾假期 | 10:00-11:12 | 8            | 星期日及公眾假期     | 09:34-09:52          | 6                    |
| 星期日及公眾假期 | 11:22-12:32 | 10           | 星期日及公眾假期     | 10:02-10:12          | 10                   |
| 星期日及公眾假期 | 12:40-12:56 | 8            | 星期日及公眾假期     | 10:12-11:12          | 12                   |
| 星期日及公眾假期 | 12:56-13:52 | 7            | 星期日及公眾假期     | 11:20-12:20          | 7/8                  |
| 星期日及公眾假期 | 14:00-15:12 | 8/9          | 星期日及公眾假期     | 12:20-12:32          | 6                    |
| 星期日及公眾假期 | 15:22-16:32 | 7            | 星期日及公眾假期     | 12:42-13:52          | 10                   |
| 星期日及公眾假期 | 16:40-17:52 | 8/9          | 星期日及公眾假期     | 14:00-15:00          | 7/8                  |
| 星期日及公眾假期 | 18:00-19:12 | 8            | 星期日及公眾假期     | 15:00-15:12          | 6                    |
| 星期日及公眾假期 | 19:22-20:32 | 10           | 星期日及公眾假期     | 15:22-16:32          | 10                   |
| 星期日及公眾假期 | 20:42-21:52 | 10           | 星期日及公眾假期     | 16:40-16:56          | 8                    |
| 星期日及公眾假期 | 22:00-22:24 | 12           | 星期日及公眾假期     | 16:56-17:52          | 8                    |
| 星期日及公眾假期 | 22:40-22:53 | 13           | 星期日及公眾假期     | 18:02-19:12          | 10                   |
| 星期日及公眾假期 | 23:00-00:00 | 10           | 星期日及公眾假期     | 19:20-20:20          | 7/8                  |
|                  |             |              | 星期日及公眾假期     | 20:20-20:32          | 6                    |
| 20:42-21:52      | 10          |              | 星期日及公眾假期     |                      |                      |
| 22:00-22:50      | 10          |              | 星期日及公眾假期     |                      |                      |
| 23:00-00:00      | 12          |              | 星期日及公眾假期     |                      |                      |

106A
- 黃大仙開：
  - 星期一至五：07:25、07:35、07:45、07:55

106P
- 星期一至五：
  - 小西灣（藍灣半島）開：06:45、07:00、07:12、07:25、07:40、07:55、18:00、18:15
  - 黃大仙開：17:15、17:35

106A及106P線逢星期六、日及公眾假期不設服務
- 註：有紅字班次為九巴派車，其餘班次為城巴派車。粗體班次加經英皇道

## 收費
| 路線     | 全程收費 | 分段收費 |
| -------- | -------- | --- |
| 106（P） | $12.9    | - 宋皇臺道往小西灣（藍灣半島）／健威花園往黃大仙（只適用於106線）：$12.2 - 告士打道維園 (106)／北角消防局 (106P)往小西灣（藍灣半島）：$7.7 - 太安樓往小西灣（藍灣半島）：$6.1 - 紅磡海底隧道往黃大仙：$7.7 |
| 106A     | $12.9    | - 宋皇臺道往太古（康怡廣場）：$12.2 - 北角消防局往太古（康怡廣場）：$7.7 |

| - 本線設有12歲以下小童及65歲或以上長者半價優惠。 - 65歲或以上香港居民使用「樂悠咭」，以及12歲以下合資格殘疾兒童使用「殘疾人士身份」個人八達通繳付車資，均可享有每程$2.0或半價（以較低者為準）的票價優惠；12至64歲合資格殘疾人士使用「殘疾人士身份」個人八達通（包括「樂悠咭」），以及60至64歲香港居民使用「樂悠咭」繳付車資，均可享有每程$2.0或全費（以較低者為準）的票價優惠。 - 65歲或以上長者如使用長者或一般個人八達通繳付車資，則只可享有半價優惠；12至64歲合資格殘疾人士如不使用「殘疾人士身份」個人八達通，以及60至64歲人士如不使用「樂悠咭」繳付車資，必須繳付全費。 - 乘客可以現金或八達通於上車時付款，不設找續。 - 每位成人乘客可免費攜帶最多兩名4歲以下而不佔座位的兒童乘客乘車，超額之4歲以下小童必須繳付小童車費乘車。 - 持有「九巴月票」之乘客在車票有效期內，每日可享最多10程任何九龍巴士及龍運巴士路線（包括本路線，合資格車程只適用於九龍巴士／龍運巴士提供的班次；惟乘搭機場「A」及「NA」線則可享原價二七折優惠（不會計算每天10次合資格車程））；而B1線則可每日可享最多2程（不會計算每天10次合資格車程）。 - 九龍巴士、城巴、龍運巴士及陽光巴士全職員工及家屬（不包括外判職員）可免費乘搭本路線（陽光巴士員工及家屬只適用於九龍巴士提供的班次），惟必須拍職員或職員家屬八達通。 - 乘客亦可使用AlipayHK「易乘碼」、支付寶、WeChatHK／微信支付「搭車碼」、銀聯雲閃付「乘車碼」及BOC Pay「乘車碼」、具有感應式支付功能的JCB、卡美國運通、大來國際、Discover Card（只適用於九龍巴士／龍運巴士提供的班次）、VISA、Mastercard及銀聯卡，以及Apple Pay、Google Pay及Samsung Pay流動支付平台繳付車資。九巴班次的乘客使用上述付款方式，將只可享有與其他九巴路線／聯營路線九巴班次之轉乘優惠；城巴班次的乘客使用上述付款方式，將只可享有與其他城巴獨營路線或聯營線城巴班次之轉乘優惠。乘客亦不能享有「公共交通費用補貼計劃」及「長者及合資格殘疾人士公共交通票價優惠計劃」。 |

## 八達通轉乘優惠
乘客登上本線往黃大仙後150分鐘內以同一張八達通卡轉乘606A線往彩雲，或從606A線往耀東邨後150分鐘內以同一張八達通卡轉乘本線往藍灣半島，次程車資全免。
乘搭此線往港島方向之乘客於登車後150分鐘內在海底隧道巴士轉乘站轉乘以下路線，第二程成人票價便可減收$3.5，小童／長者票價減收$1.8，乘客必須在150分鐘內轉車。
| 紅隧轉乘優惠計劃路線列表 | 紅隧轉乘優惠計劃路線列表 | 紅隧轉乘優惠計劃路線列表 | 紅隧轉乘優惠計劃路線列表 |
| 巴士公司                 | 轉乘路線                 | 出發地                   | 目的地                   |
| ------------------------ | ------------------------ | ------------------------ | ------------------------ |
| 城巴、九巴               | 101                      | 觀塘（裕民坊）           | 堅尼地城                 |
| 城巴、九巴               | 102                      | 美孚                     | 筲箕灣                   |
| 城巴、九巴               | 102P                     | 美孚                     | 筲箕灣                   |
| 城巴、九巴               | 103                      | 竹園邨                   | 蒲飛路                   |
| 城巴、九巴               | 104                      | 白田                     | 堅尼地城                 |
| 城巴、九巴               | 106                      | 黃大仙                   | 小西灣（藍灣半島）       |
| 城巴、九巴               | 106P                     | 黃大仙                   | 小西灣（藍灣半島）       |
| 城巴                     | 106A                     | 黃大仙                   | 太古（康怡廣場）         |
| 城巴、九巴               | 107                      | 九龍灣                   | 華貴邨                   |
| 城巴、九巴               | 107P                     | 海逸豪園                 | 數碼港                   |
| 九巴                     | 108                      | 九龍灣（啟業）           | 寶馬山                   |
| 城巴、九巴               | 109                      | 何文田                   | 中環（港澳碼頭）         |
| 城巴、九巴               | 110                      | 尖沙咀東（麼地道）       | 筲箕灣                   |
| 城巴、九巴               | 111                      | 坪石                     | 中環（港澳碼頭)          |
| 城巴、九巴               | 111P                     | 彩福                     | 中環（港澳碼頭)          |
| 城巴、九巴               | 112                      | 蘇屋                     | 北角（百福道）           |
| 城巴、九巴               | 113                      | 彩虹                     | 堅尼地城（卑路乍灣）     |
| 城巴、九巴               | 115                      | 九龍城碼頭               | 中環（港澳碼頭）         |
| 城巴、九巴               | 115P                     | 海逸豪園                 | 中環（港澳碼頭）         |
| 城巴、九巴               | 116                      | 慈雲山（中）             | 鰂魚涌（祐民街）         |
| 城巴、九巴               | 117                      | 深水埗（欽州街）         | 跑馬地（下）             |
| 城巴、九巴               | 118                      | 長沙灣（深旺道）         | 小西灣（藍灣半島）       |
| 城巴、九巴               | 118P                     | 長沙灣（深旺道）         | 小西灣（藍灣半島）       |
| 城巴、九巴               | 170                      | 沙田站                   | 華富（中）               |
| 城巴、九巴               | 171                      | 荔枝角                   | 海怡半島                 |
| 城巴、九巴               | 182                      | 愉翠苑                   | 中環（港澳碼頭）         |

## 使用車輛
開線時已受到九巴重視，先引入雙層巴士「長牛」丹拿E型行走，但很快便加派利蘭珍寶巴士為主力，但於柴灣道「長命」表現乏力，故很快便加派以「雞車」利蘭勝利二型行走，惟直至1988年才開始以三軸巴士接力，型號是11、12米非空調丹尼士巨龍及利蘭奧林比安。間歇亦有用都城嘉慕11米非空調巴士支援。本線當時是中巴獨有型號11.45米都城嘉慕一型「大白鯊」（MB）及三軸巴士（ML）經常出現的路線。另外，中巴艾莎富豪B55三軸巴士（AL）亦會客串本線。
在2012年1月15日起，本線一口氣換入14輛富豪B9TL（配置Wright Eclipse Gemini 2車身及歐盟五型引擎）12米低地台巴士，進一步提升本線質素。據消息，換入該批巴士的主要原因，是因為新一批車設有多個閉路電視以監察車內情況。因為此線於2011年底開始有多輛巴士被人割破座椅，在不足3個月已發生9宗有關案件，共有30張座椅需要更換，損失逾50,000元。
由於出現連環座椅毀壞案，在2012年1月15日起，九巴罕有地從不同車廠調派巴士，將所有此線原有的掛牌用車（4輛Enviro500、10輛富豪B9TL）全數更換為設有閉路電視的歐盟五型引擎富豪B9TL（AVBWU）12米巴士，新調派的用車由1A、2、42A、961等路線抽調，現時有部份已經被調走。
九巴方面，現時本線獲派12輛亞歷山大丹尼士Enviro 500 MMC 12米（ATENU）雙層空調巴士，均屬九龍灣車廠。
平日日間會有來自92線的柯打，3D線亦會在繁忙時間從本缐抽調巴士行駛。
| 車隊編號  | 車牌   |
| --------- | ------ |
| ATENU517  | TK3766 |
| ATENU518  | TK3853 |
| ATENU753  | TS5970 |
| ATENU1109 | UG3101 |
| ATENU1266 | VC3277 |
| ATENU1432 | VL7899 |
| ATENU1451 | VM3142 |
| ATENU1542 | VR3199 |
| ATENU1556 | VR6344 |
| ATENU1584 | VS2603 |
| ATENU1586 | VS2752 |
| ATENU1596 | VS4378 |

新巴方面共派出17輛雙層巴士，主要為：亞歷山大丹尼士Enviro 400 10.5米（38XX/315XX）、亞歷山大丹尼士Enviro 500（11.3米40XX、12米55XX/511XX）、亞歷山大丹尼士Enviro 500 MMC（11.3米40XX、12米55XX-58XX/513XX-514XX)、12.8米(61XX-62XX）、富豪B9TL（11.3米45XX、12米52XX）及富豪B8L 12米（523X）。

## 行車路線
106(A/P)
黃大仙開經：東頭村道、沙田坳道、彩虹道、太子道東、太子道西、馬頭涌道、木廠街、土瓜灣道、馬頭圍道、蕪湖街、漆咸道北、康莊道、海底隧道、告士打道、維園道、銅鑼灣行車天橋、告士打道、高士威道、英皇道、康山道、*英皇道、*筲箕灣道、*柴灣道、*環翠道、*柴灣道、*小西灣道、*富怡道及*小西灣道。
106A/P依106原有路線至維園道後，經東區走廊、渣華道，然後返回英皇道106原有路線，106A不經有*號之路段。
小西灣（藍灣半島）開經：小西灣道、富怡道、小西灣道、柴灣道、環翠道、柴灣道、筲箕灣道、英皇道、康山道、英皇道、高士威道、興發街、維園道、告士打道、灣仔交匯處、海底隧道、康莊道、天橋、漆咸道北、隧道、機利士南路、蕪湖街、馬頭圍道、土瓜灣道、馬頭角道、馬頭涌道、太子道西、太子道東、彩虹道、大成街及東頭邨道。
106P上午班次依106原有路線至筲箕灣道後，經太康街、東區走廊，然後返回維園道106原有路線。
106P下午班次依106原有路線至英皇道後，經東區走廊，然後返回維園道106原有路線。

### 沿線車站
106(A/P)
| 黃大仙開 | 黃大仙開                         | 黃大仙開                         | 小西灣（藍灣半島）開 | 小西灣（藍灣半島）開             | 小西灣（藍灣半島）開             |
| 序號     | 車站名稱                         | 位置                             | 序號                 | 車站名稱                         | 位置                             |
| -------- | -------------------------------- | -------------------------------- | -------------------- | -------------------------------- | -------------------------------- |
| 1        | 黃大仙巴士總站                   | 黃大仙巴士總站                   | 1                    | 小西灣（藍灣半島）               | 小西灣（藍灣半島）公共運輸交匯處 |
| 2        | 彩虹道遊樂場                     | 彩虹道                           | 2                    | 富怡花園                         | 富怡道                           |
| 3        | 寧遠街                           | 彩虹道                           | 3                    | 曉翠街                           | 小西灣道                         |
| 4        | 九龍城轉車站－富豪東方酒店（B7） | 太子道西                         | 4                    | 富城閣                           | 柴灣道                           |
| 5        | 宋皇臺道                         | 馬頭涌道                         | 5                    | 樂軒臺                           | 柴灣道                           |
| 6        | 北帝街                           | 木廠街                           | 6                    | 環翠商場                         | 柴灣道                           |
| 7        | 香港盲人輔導會                   | 木廠街                           | 7                    | 環翠邨澤翠樓                     | 環翠道                           |
| 8        | 翔龍灣                           | 土瓜灣道                         | 8                    | 興華邨卓華樓                     | 環翠道                           |
| 9        | 貴州街                           | 土瓜灣道                         | 9                    | 興華邨豐興樓                     | 環翠道                           |
| 10       | 落山道                           | 土瓜灣道                         | 10                   | 天主教海星堂                     | 柴灣道                           |
| 11       | 啟明街                           | 土瓜灣道                         | 11                   | 興民邨                           | 柴灣道                           |
| 12       | 庇利街                           | 馬頭圍道                         | 12                   | 山翠苑                           | 柴灣道                           |
| 13       | 鶴園街                           | 馬頭圍道                         | 13                   | 筲箕灣官立中學                   | 柴灣道                           |
| 14       | 紅磡街市                         | 馬頭圍道                         | 14                   | 阿公岩道                         | 柴灣道                           |
| 15       | 獲嘉道                           | 蕪湖街                           | 15                   | 南安里                           | 筲箕灣道                         |
| 16       | 紅隧轉車站（A7）                 | 康莊道                           | 16                   | 新成街                           | 筲箕灣道                         |
| *        | 北角消防局                       | 渣華道                           | 17                   | 海晏街                           | 筲箕灣道                         |
| 17^%     | 維多利亞公園 （告士打道維園）    | 告士打道                         | 18                   | 西灣河文娛中心                   | 筲箕灣道                         |
| 18^%     | 維多利亞公園                     | 高士威道                         | 19#                  | 太富街                           | 筲箕灣道                         |
| 19^%     | 銀幕街                           | 英皇道                           | ^                    | 太康樓                           | 太康街                           |
| 20^%     | 七海商業中心                     | 英皇道                           | 20#                  | 康怡廣場                         | 康山道                           |
| 21^%     | 電廠街                           | 英皇道                           | 21#                  | 寶峰園                           | 英皇道                           |
| 22^%     | 糖水道                           | 英皇道                           | 22#                  | 新威園                           | 英皇道                           |
| 23^%     | 港運城                           | 英皇道                           | 23#                  | 民新街                           | 英皇道                           |
| 24^%     | 健康村                           | 英皇道                           | 24#                  | 健康村                           | 英皇道                           |
| 25^%     | 模範邨                           | 英皇道                           | 25#%                 | 健威花園                         | 英皇道                           |
| 26       | 北角官立小學                     | 英皇道                           | 26#%                 | 新都城大廈                       | 英皇道                           |
| 27       | 新威園                           | 英皇道                           | 27#%                 | 長康街                           | 英皇道                           |
| 28       | 船塢里                           | 英皇道                           | 28#%                 | 炮台山站                         | 英皇道                           |
| 29       | 康怡廣場                         | 康山道                           | 29#%                 | 清風街                           | 英皇道                           |
| 30^      | 太安樓                           | 筲箕灣道                         | 30#%                 | 興發街                           | 興發街                           |
| 31^      | 海晏街                           | 筲箕灣道                         | 31#%                 | 景隆街                           | 告士打道                         |
| 32^      | 愛秩序灣道                       | 筲箕灣道                         | 32                   | 紅隧轉車站（C2）                 | 康莊道                           |
| 33^      | 南安里                           | 筲箕灣道                         | 33                   | 孖庶街                           | 蕪湖街                           |
| 34^      | 阿公岩道                         | 柴灣道                           | 34                   | 佛光街                           | 馬頭圍道                         |
| 35^      | 鯉魚門公園                       | 柴灣道                           | 35                   | 北拱街                           | 馬頭圍道                         |
| 36^      | 大潭道                           | 柴灣道                           | 36                   | 石塘街                           | 馬頭圍道                         |
| 37^      | 東區醫院                         | 柴灣道                           | 37                   | 浙江街                           | 土瓜灣道                         |
| 38^      | 高威閣                           | 柴灣道                           | 38                   | 上鄉道                           | 土瓜灣道                         |
| 39^      | 康民街                           | 柴灣道                           | 39                   | 中華煤氣公司                     | 馬頭角道                         |
| 40^      | 興華邨興翠樓                     | 環翠道                           | 40                   | 欣榮花園                         | 馬頭角道                         |
| 41^      | 興華邨卓華樓                     | 環翠道                           | 41                   | 馬頭角道                         | 馬頭涌道                         |
| 42^      | 青年廣場                         | 環翠道                           | 42                   | 亞皆老街球場 （亞皆老街遊樂場）  | 馬頭涌道                         |
| 43^      | 怡泰街                           | 柴灣道                           | 43                   | 九龍城轉車站－富豪東方酒店（A4） | 太子道東                         |
| 44^      | 漁灣邨                           | 柴灣道                           | 44                   | 王仲銘中學                       | 彩虹道                           |
| 45^      | 常安街                           | 柴灣道                           | 45                   | 大成街                           | 大成街                           |
| 46^      | 富欣花園                         | 小西灣道                         | 46                   | 黃大仙下邨龍慧樓                 | 東頭村道                         |
| 47^      | 培僑小學                         | 富怡道                           | 47                   | 黃大仙巴士總站                   | 黃大仙巴士總站                   |
| 48^      | 小西灣（藍灣半島）               | 小西灣（藍灣半島）公共運輸交匯處 |                      |                                  |                                  |

註：
1. 106A不經有^號之車站,加經有*號之車站

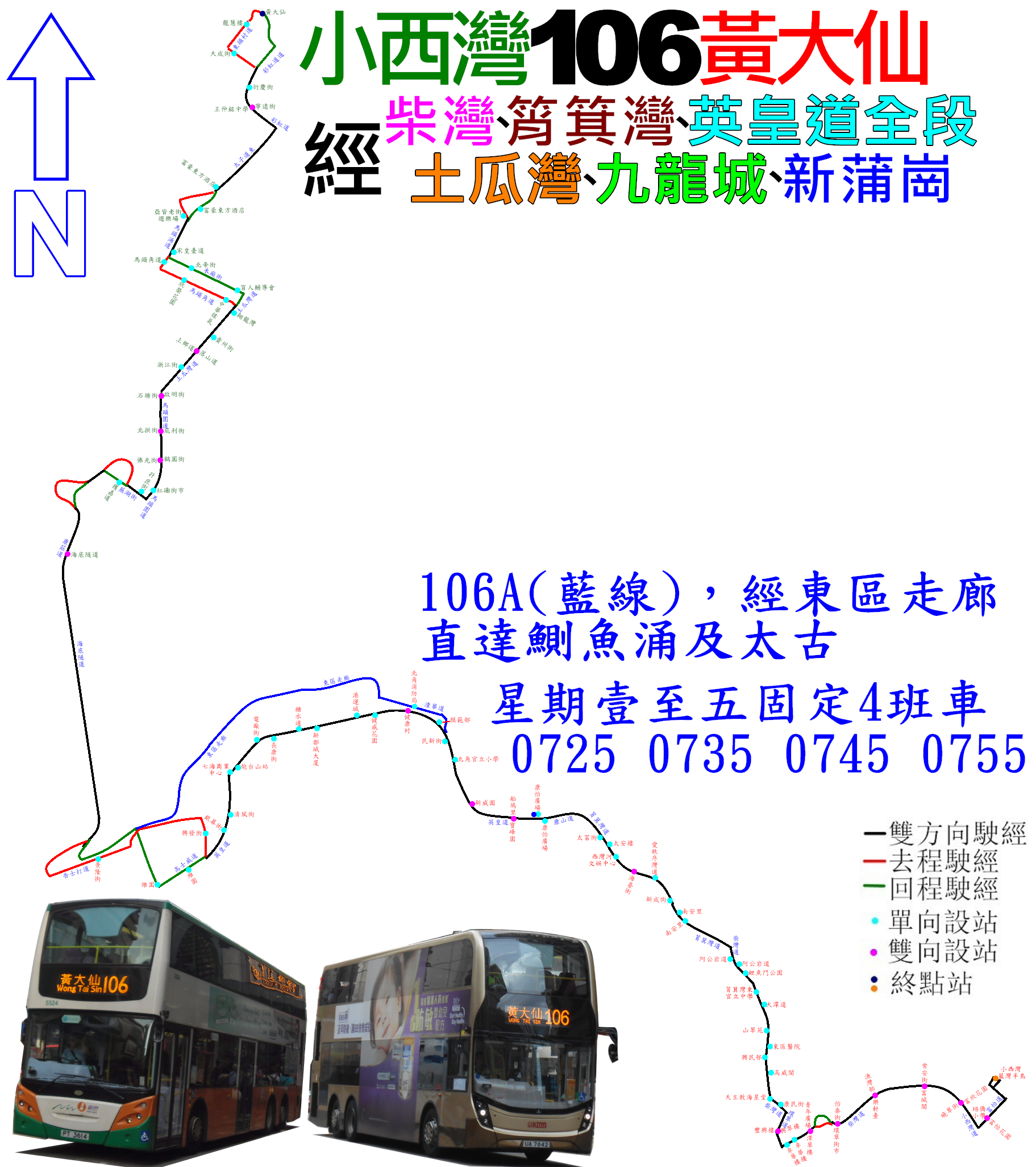
106線及106A線的走線圖，當中藍線表示只有106A線才會駛經

2. 106P上午班次不經有#號之車站,加經有^號之車站
3. 106P下午班次不經有%號之車站,加經有*號之車站

## 使用狀況
106線在港島行經整條英皇道、筲箕灣道和柴灣道，而非如118線取道較快的東區走廊往返，使行車時間比一般巴士線更長，車程長達1.5小時，故對小西灣及柴灣一帶乘客吸引力欠奉。因此如有乘客欲於紅磡海底隧道收費廣場往柴灣、小西灣等地多數會選擇乘搭途經東區走廊、車程特快的隧巴118線。
不過，此線在英皇道、筲箕灣道和柴灣道一帶也有不少客源，在該路段實施分段收費後與其他巴士路線收費相若，也能夠吸引港島區內客乘搭，故此本線客量尚算不俗。
106A線主要服務由黃大仙至紅磡往鰂魚涌及太古城上班的乘客，為他們提供較主線106線不經銅鑼灣至北角的特快服務。根據網友的觀察，106A線的客量甚高，多數在紅磡前已頂閘，無法再在紅隧口上客，而須依靠路線相近的102P線清客。
106P線主要服務由小西灣至鰂魚涌往紅隧及土瓜灣特快，為柴灣，筲箕灣、西灣河、鰂魚涌提供直接往紅隧的特快服務，但柴灣段受到路線118及118P影響下，該段上落人數仍然偏低，在改道前主要客源是以筲箕灣及西灣河為主。下午班次則因需求不足，尾班車客量十分低，加上開出時間未能配合大部份人放工時間及站位問題，兩班車客量仍然偏低。因此下午班次去程於2019年7月加經太古城至鰂魚涌，以增加客量。回程不經炮台山至北角，改為提供紅隧及土瓜灣往鰂魚涌至筲箕灣及柴灣特快（走線與102P相同，即經東區走廊（維園至民康街段）、渣華道（北角消防局）返回英皇道原有路線），但同樣受路線118影響下，前往柴灣人數仍然較少。